# Ratsdienergarten
Der Ratsdienergarten ist eine Grünfläche im Zentrum der schleswig-holsteinischen Landeshauptstadt Kiel. Er befindet sich zwischen dem Kieler Schloss und dem 
Kleinen Kiel.

## Geschichte
Die Parkanlage wird seit 1938 Ratsdienergarten genannt in Erinnerung an die früher dort vorhandenen Gärten, die von den in der Nähe wohnenden Ratsdienern gepflegt wurden. Die Fläche der alten Gärten wurde 1869 unter Oberbürgermeister Heinrich Mölling  durch die Zuschüttung des Sumpfareals am östlichen Ende des Kleinen Kiels auf rund 20.000 m² erweitert. Nach seinem Tod 1888 erhielten die aufgeschütteten Wiese an der nordwestlichen Ecke der Ratsdienergarten den Namen Möllingsruh. 

## Bauwerke und Skulpturen
- das 1912 von Heinrich Mißfeldt geschaffene Denkmal für den Dichter Klaus Groth
- die 1982 aufgestellte Skulptur WIK von Hans-Jürgen Breuste zur Erinnerung an den Kieler Matrosenaufstand vom November  1918
- die Skulptur Annäherung II von Bernd-Dietrich Stolte, die auf der Wiese Möllingsruh 1984 aufgestellt wurde
- die von Susan Walke gestalteten Skulptur Berg-Teile von 1987
- die sechs von Jörg Plickat 2015 geschaffene Büsten der Kieler Nobelpreisträger

## Bilder

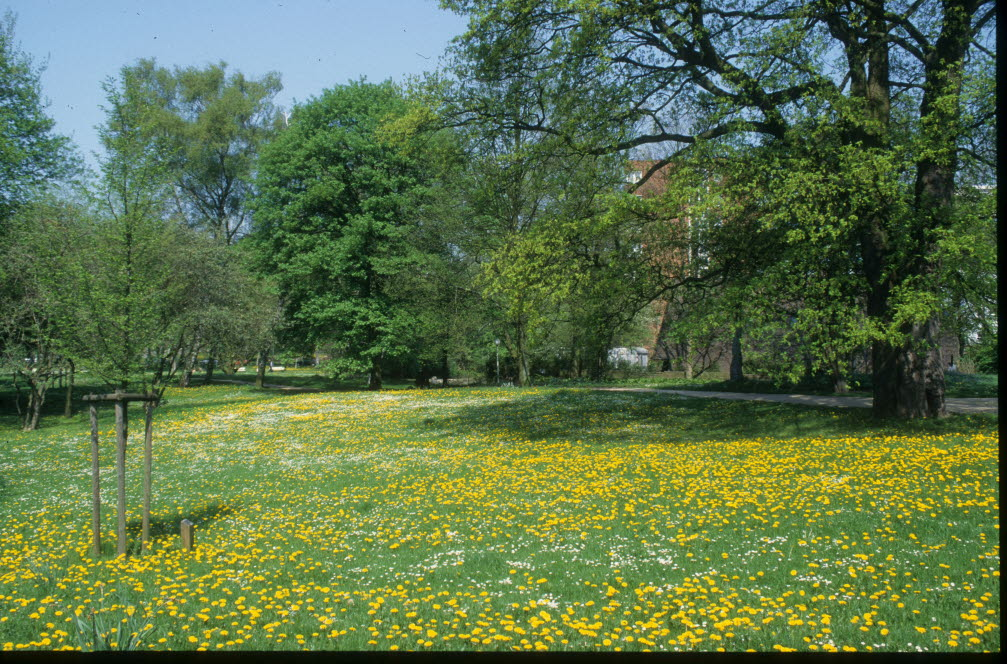
Ratsdienergarten im Frühling 2000
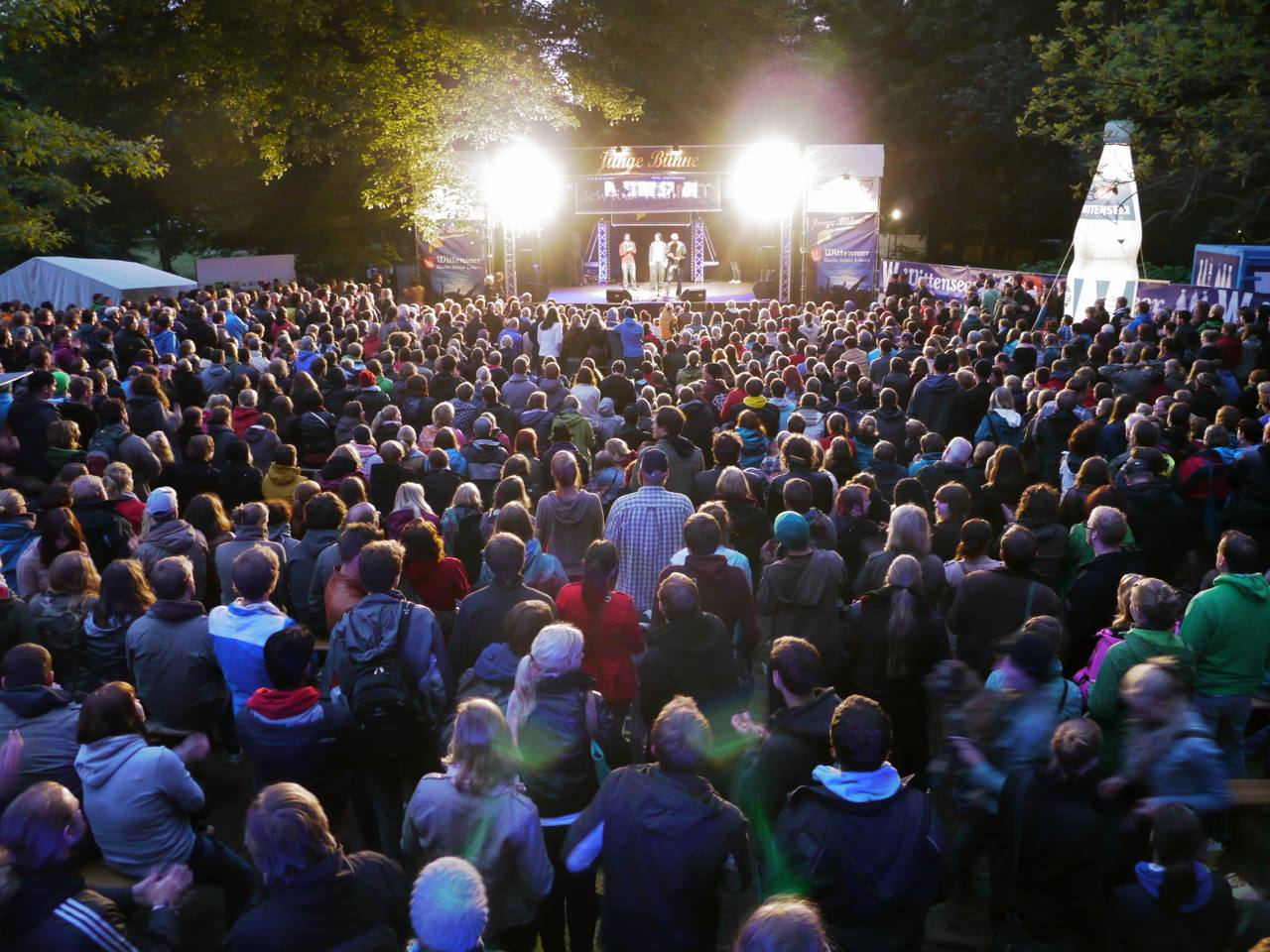
Die Junge Bühne zur Kieler Woche im Ratsdienergarten 2015
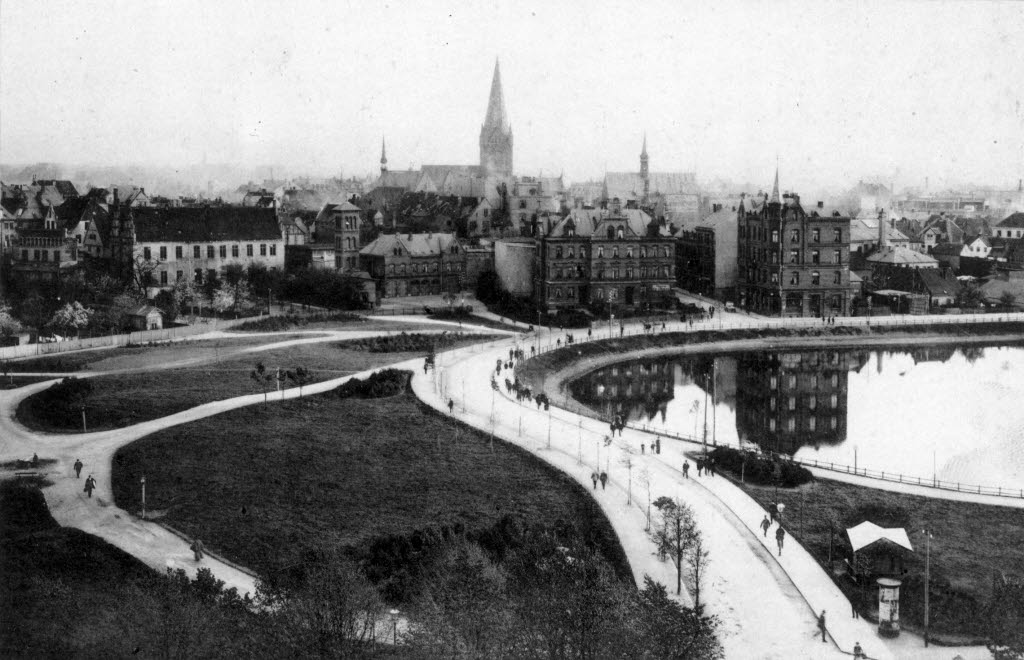
Blick vom Lorentzendamm über den Ratsdienergarten 1895
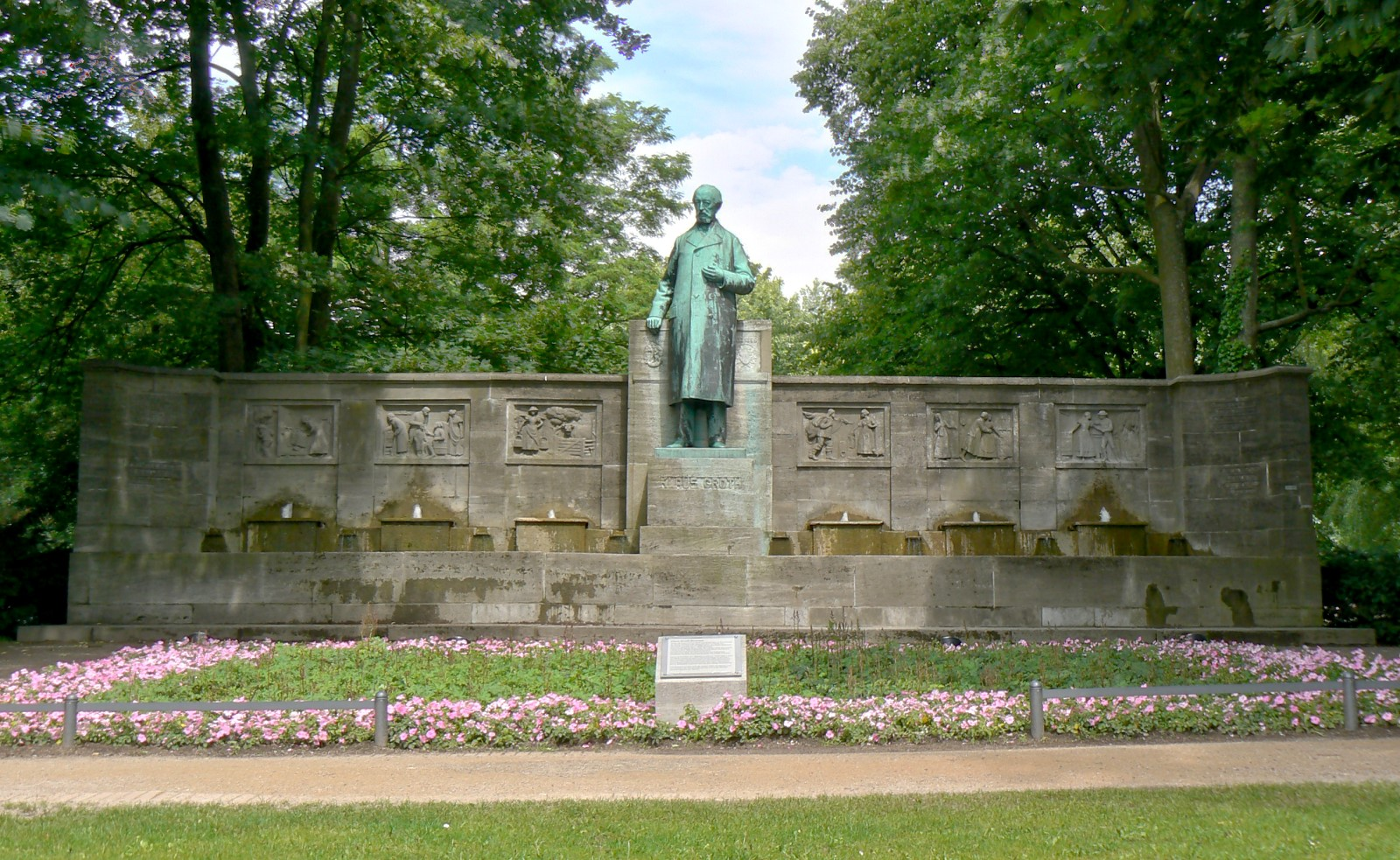
Klaus Groth Brunnen von Heinrich Mißfeldt
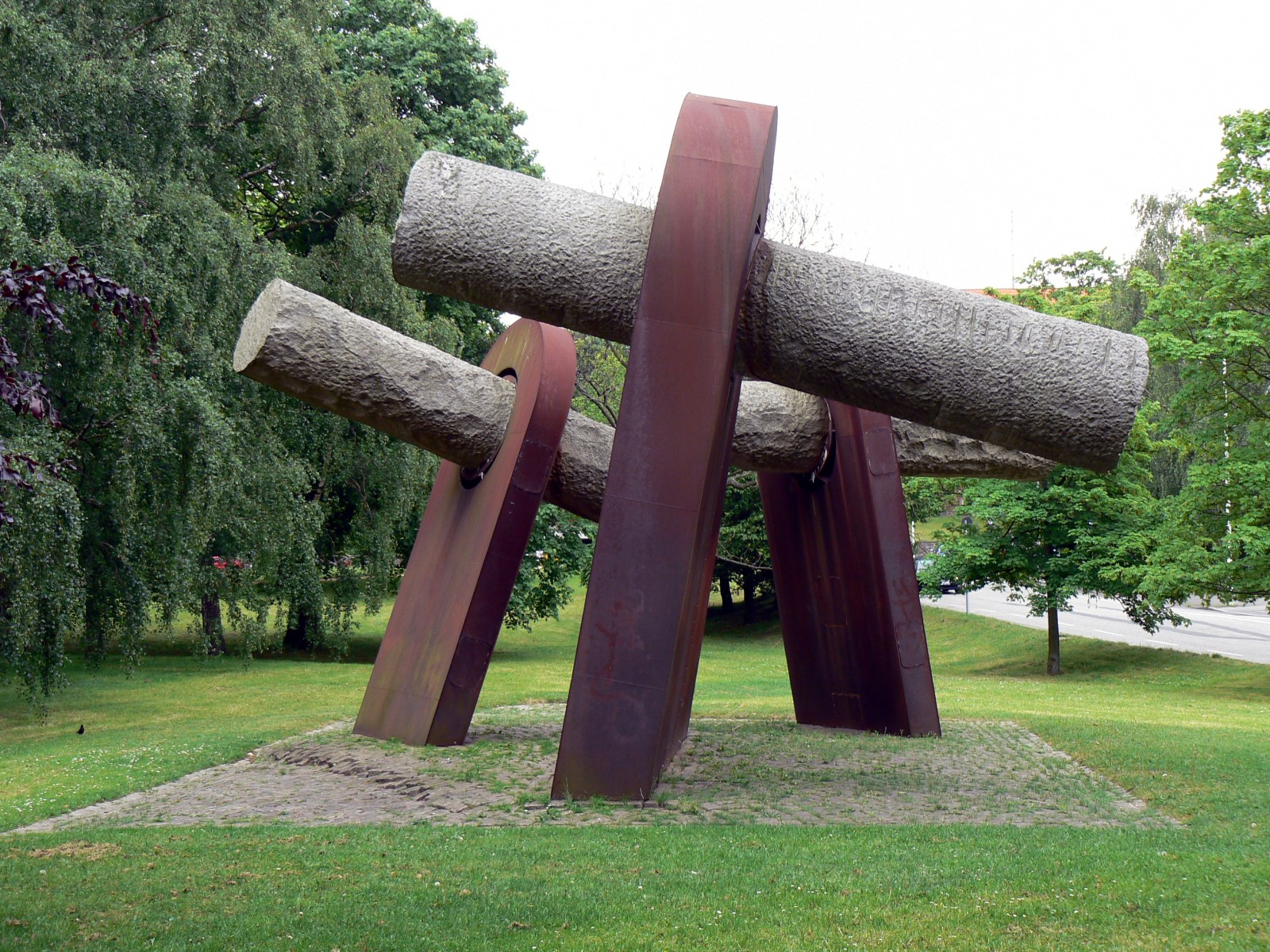
Skulptur Wik zur Erinnerung an den Kieler Matrosenaufstand
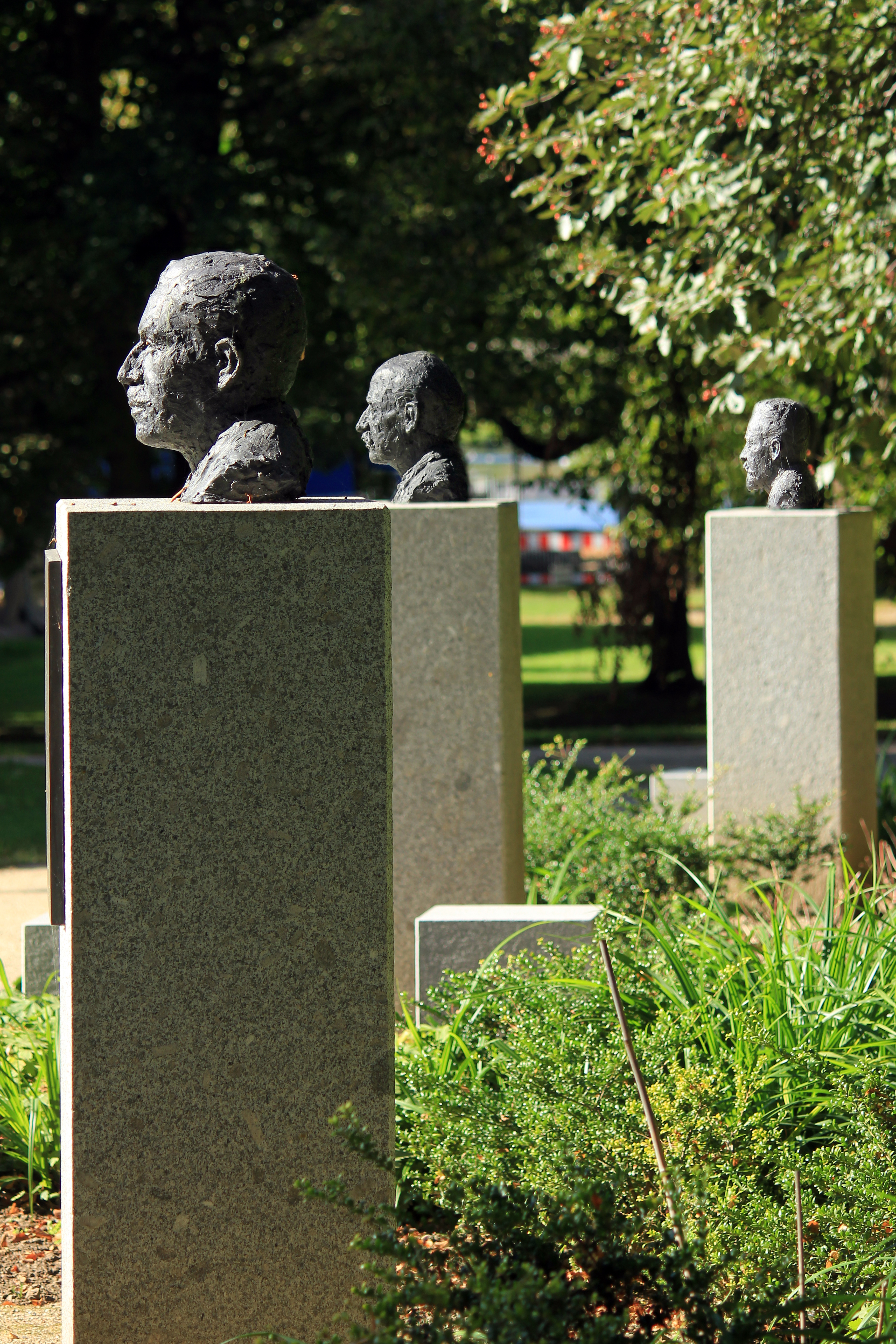
Büsten der Kieler Nobelpreisträger